# Nils Halses Høj

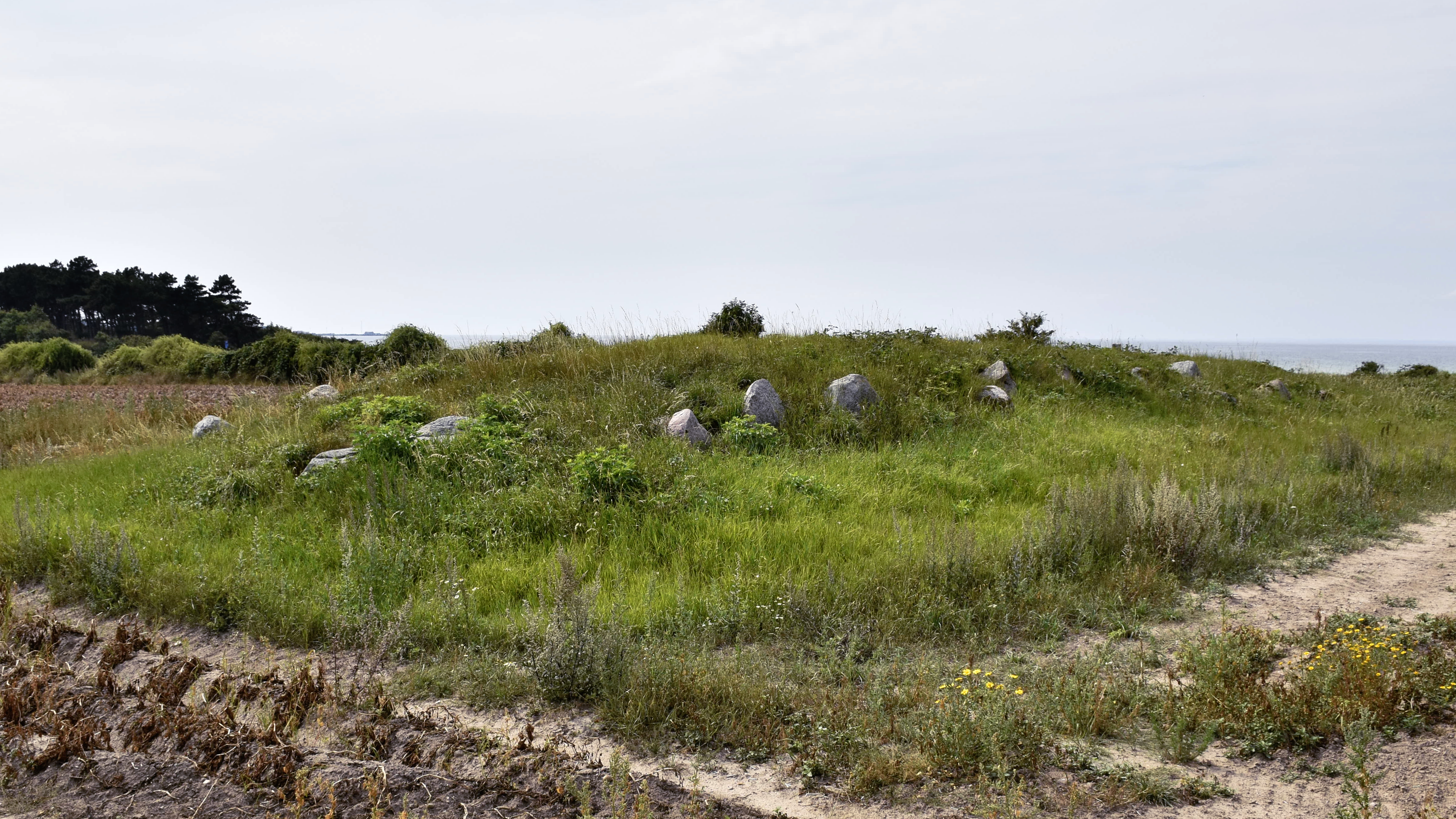
Nils Halses Høj

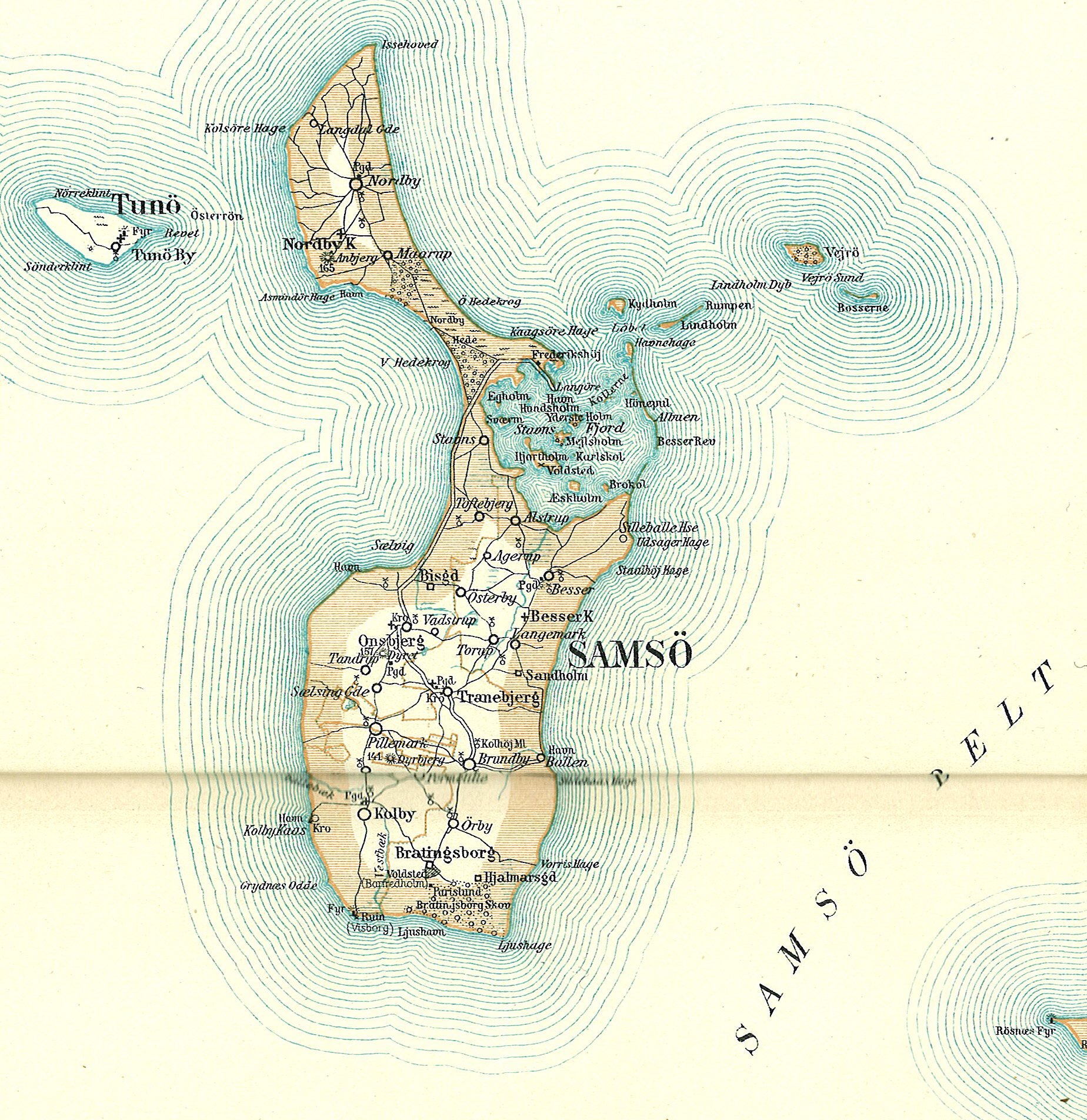
Samsø

Nils Halses Høj (auch Nør Vols Høj genannt) ist ein von den Trägern der Trichterbecherkultur (TBK) etwa 3.500 v. Chr. errichteter Urdolmen aus dem frühen Neolithikum. Dass Ost-West-orientierte Hünenbett des offenbar quer gestellten Dolmens liegt im Westen der Insel Samsø in Dänemark etwa 200 m von der Sælvig-Bucht. Neolithische Monumente sind Ausdruck der Kultur und Ideologie neolithischer Gesellschaften. Ihre Entstehung und Funktion gelten als Kennzeichen der sozialen Entwicklung.
Nils Halses Høj ist Teil eines Großsteingräberkomplexes nahe der engsten Stelle der Südhälfte der Insel, zwischen Saelvig-Bucht und Stavns Fjord. In den Rævebakkerne etwa einen Kilometer südlich des Nils Halses Høj liegen 17 Dolmen oder Hügelgräber aus der Jungstein- und Bronzezeit – darunter der „Angantyr Høj“. 
Der mythische König Angantyr, den Alkuin (735–804) erwähnt, soll zur Zeit des Baus des benachbarten Kanhave-Kanals 726 n. Chr. in Dänemark regiert haben. Es ist unbekannt, warum der Hügel Nils Halses Høj heißt. Es gibt weder eine Legende noch andere Traditionen, die dies erklären. Nils Halses Høj ist eine der etwa 2800 erhaltenen Megalithanlagen in Dänemark und in gutem Zustand.

## Beschreibung
Der Erdhügel innerhalb der 32 Meter langen und acht Meter breiten Einfassung ist etwa einen Meter hoch. Von den ursprünglich 44 Randsteinen sind 31 erhalten, davon etwa die Hälfte in situ. Merkmal der Hünenbetten der Jungsteinzeit ist, dass sie oftmals besonders große Steine an einer oder beiden Schmalseiten aufweisen. Eine Skizze aus dem Jahre 1874 zeigt vier große Steine am West- und zwei am Ostende, die sämtlich ausgegangen sind. Das geschah vor 1937, als alle sichtbaren Denkmäler per Gesetz geschützt wurden. Das an den Schmalenden gerundete Bett hatte die Form eines Schiffes mit hohen Steven. Langbetten können mehrere Anlagen bergen, aber im nicht ausgegrabenen Nils Halses Høj befindet sich offenbar nur eine etwas nach Westen verschobene Anlage, deren großer Deckstein sichtbar ist. 
Am westlichen Ende des Hünenbettes wurde im Jahre 1921 ein Beil aus der Steinzeit (um 2000 v. Chr.) gefunden, in das vermutlich in der Bronzezeit drei kleine schalenförmige Gruben eingeschnitten wurden. Die Axt befindet sich heute im Nationalmuseum.
In der Nähe liegt das Ganggrab von Alstrup.